# Borki (gmina Radzymin)
Borki – wieś w Polsce, położona w województwie mazowieckim, w powiecie wołomińskim, w gminie Radzymin. Ma status sołectwa.
| SIMC    | Nazwa   | Rodzaj    |
| ------- | ------- | --------- |
| 0007574 | Siwek   | część wsi |
| 0007580 | Teresin | część wsi |

W latach 1975–1998 miejscowość należała administracyjnie do województwa warszawskiego.